# 제천 나들목
제천 나들목(Jecheon IC)은 충청북도 제천시 봉양읍 장평리에 설치된 중앙고속도로의 29번 교차로이다. 제천시내, 봉양읍내로 진출할 수 있다. 1995년 개통 당시 명칭은 서제천 나들목이었다가 2001년 9월 14일에 지금의 명칭으로 변경되었다.

## 연혁
- 1995년 8월 29일 : 중앙고속도로 서제천 ~ 남원주 구간 개통과 함께 서제천 나들목으로 영업 개시[1]
- 1998년 6월 10일 : 2000년 12월까지 나들목 개량 및 국도 제5호선 이설을 위해 충청북도 제천시 신동 ~ 봉양읍 장평리 구간 도로구역 변경[2]
- 2001년 9월 14일 : 제천 나들목으로 명칭 변경

## 구조물 정보
나들목 형태는 직결램프 포함 클로버형인데 이는 본래 중앙고속도로가 왕복 2차선으로 개통될 당시에는 개방식 요금소를 운영해 나들목 진·출입로에 요금소가 없었기 때문이다. 그러다 1998년 중앙고속도로 왕복 4차선으로 확장 공사에 들어가면서 폐쇄식으로 전환하게 되면서 양방향에 요금소를 설치하게 되었다. 또한 이 변경 작업으로 인해 본래 이 나들목을 통과하던 국도 제5호선이 이설되었다. 그리고,중앙고속도로 안동 방향에서 국도 제5호선 영월 방향으로 이어지는 것이 직결형이다.
- 위치: 충청북도 제천시 봉양읍 장평리
- 영업소: 충청북도 제천시 봉양읍 북부로11길 77-32
- 한국도로공사 제천지사: 충청북도 제천시 봉양읍 용두대로43길 140

## 접속하는 도로
- 북부로 (국도 제5호선, 국도 제38호선)

## 교통량 정보
| 요금소        | 통행량 (대/일) | 통행량 (대/일) | 통행량 (대/일) | 통행량 (대/일) | 통행량 (대/일) | 통행량 (대/일) | 통행량 (대/일) | 통행량 (대/일) | 통행량 (대/일) | 통행량 (대/일) | 각주  |
| 요금소        | 2001년         | 2002년         | 2003년         | 2004년         | 2005년         | 2006년         | 2007년         | 2008년         | 2009년         | 2010년         | 각주  |
| ------------- | -------------- | -------------- | -------------- | -------------- | -------------- | -------------- | -------------- | -------------- | -------------- | -------------- | ----- |
| 제천 (폐쇄식) | 8,963          | 6,417          | 6,713          | 6,334          | 6,675          | 6,843          | 7,691          | 7,563          | 8,247          | 8,689          | [ 3 ] |
| 요금소        | 2011년         | 2012년         | 2013년         | 2014년         | 2015년         | 2016년         | 2017년         | 2018년         | 2019년         |                | [ 3 ] |
| 제천 (폐쇄식) | 8,627          | 8,542          | 8,985          | 9,251          | 9,543          | 9,247          | 10,476         | 10,658         | 11,168         |                | [ 3 ] |